# Frauenfeld (Wien)

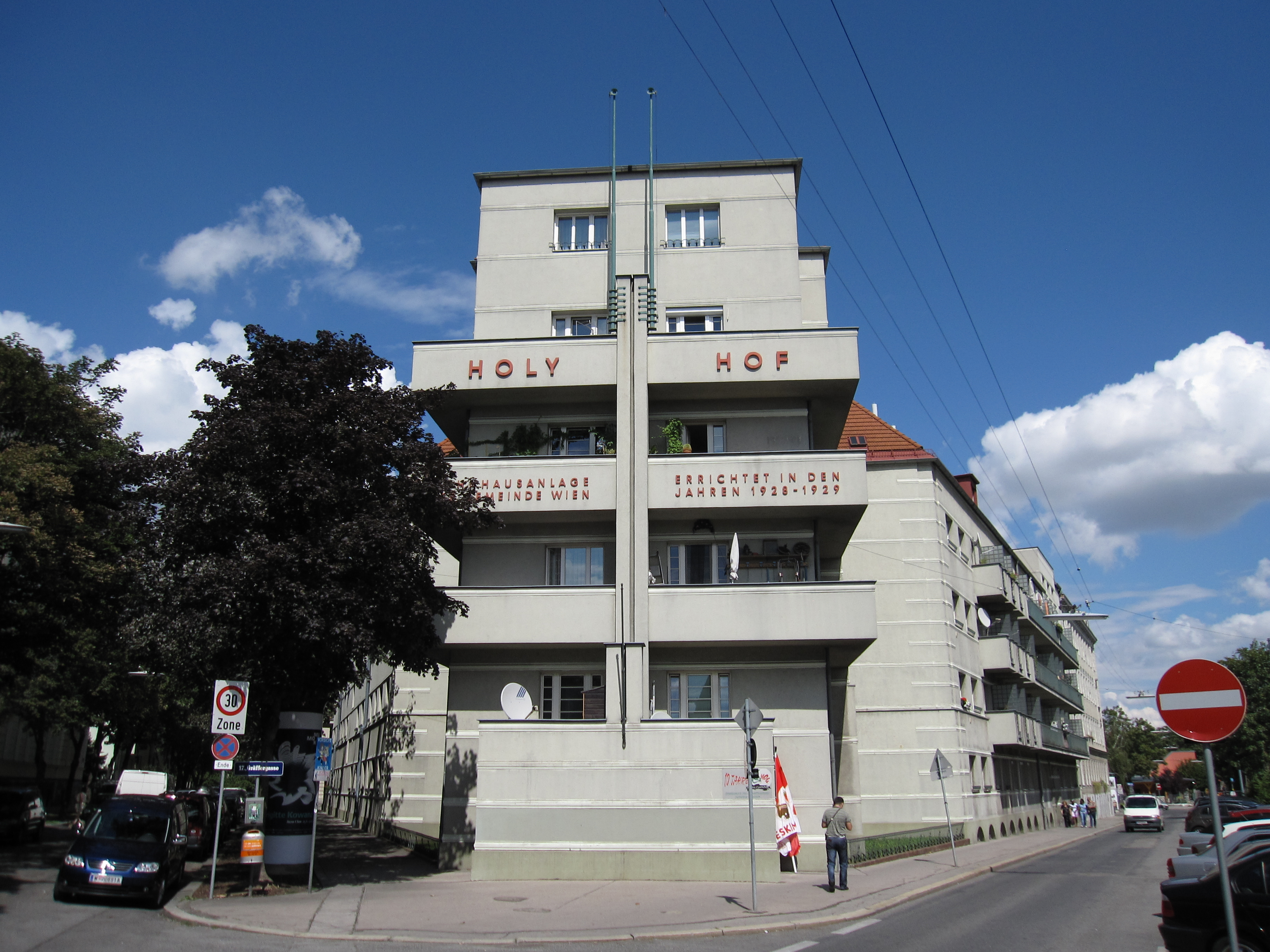
Der Holyhof (1928/29) des Wagner-Schülers Rudolf Perco

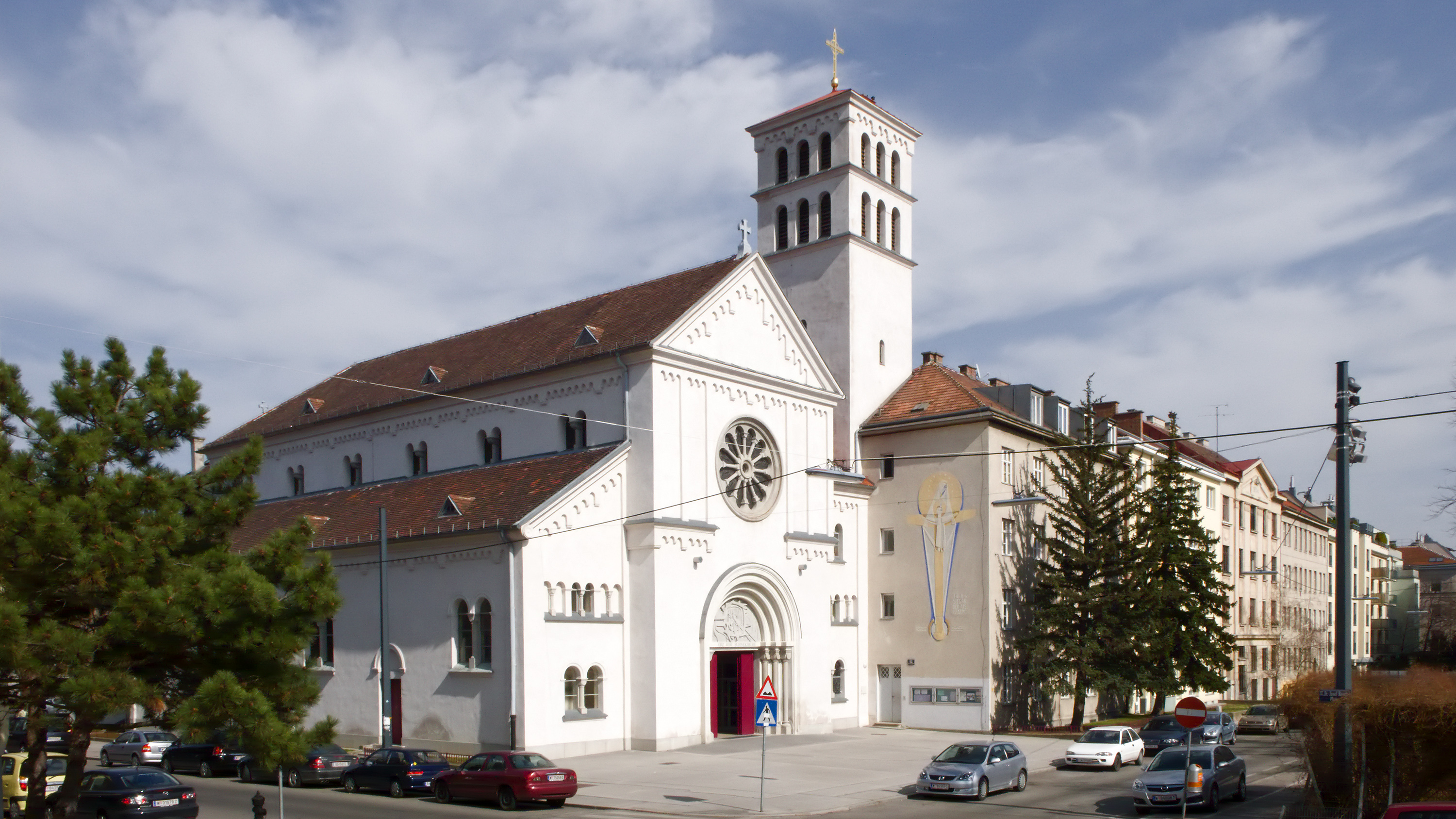
Die Herz-Jesu-Sühnekirche (1932) am Dr.-Josef-Resch-Platz

Frauenfeld (auch: Frauen Felder) ist der Name einer ehemaligen Flur auf dem Gebiet des heutigen Bezirksteils Dornbach des 17. Wiener Gemeindebezirks Hernals.

## Name und Lage
Der Name bezieht sich auf eine zwischen Schafberg und Gallitzinberg gelegene Ebene, die 1683 als Austragungsort einer entscheidenden Schlacht gegen die Osmanen im Zuge der Zweiten Wiener Türkenbelagerung historische Bedeutung erlangte. Einer Überlieferung zufolge könnte sich der erste Teil des Namens auf die Jungfrau Maria beziehen, der der Sieg zugeschrieben wurde, oder aber auf ein Nonnenkloster in Dornbach. Die Frauenfelderstraße und einst auch der Frauenfelderplatz, der 1954 in Dr.-Josef-Resch-Platz umbenannt wurde, erinnern an den alten Flurnamen. Auf der Westseite des Pfarrhofs der auf dem Platz gelegenen Sühnekirche wird seit 1962 mit einem Sgraffito an den Sieg an der Als erinnert.

## Wohngebiet
In der Umgebung des einstigen Frauenfelds entstand etwa ab 1900 nach der Absiedlung einer Spodiumfabrik und dem verkehrstechnischen Anschluss des einstigen Hernalser-Dornbacher Grenzgebiets an das Netz der Wiener Stadtbahn (1898) ein städtisches Wohngebiet. An der Kreuzung von Vorortelinie und Straßenbahn entstand ein wichtiges vorstädtisches Verkehrszentrum (siehe auch Bahnhofsplatz Hernals) im Bereich des Frauenfelds, während der einstige Frauenfelderplatz (Dr.-Josef-Resch-Platz) mit Schule, Kirche, Park und Sportplatz gemeinschaftliche, die Hernalser Hauptstraße wirtschaftliche Funktionen übernahm.
Das Gebiet unterscheidet sich durch seine dichte Verbauung mit vier- bis sechsgeschoßigen Zinshäusern und Gemeindebauten aus dem ersten Drittel des 20. Jahrhunderts von den anderen Teilen Dornbachs, die keine innerstädtische Besiedlungsdichte aufweisen und stattdessen durch eine aufgelockerte Verbauung und Reste dörflicher Strukturen geprägt sind. Reste der historischen Stadtrandindustrie haben sich im Bereich des Frauenfelds vereinzelt erhalten, vor allem um den Kongressplatz.
Auf dem Areal des im vorigen Jahrhundert urbanisierten, rund 10 Hektar großen Gebiets 
zwischen Vorortelinie, Alszeile, Hernalser Hauptstraße und Wiener Sportclub-Platz,
das ein nach außen relativ abgeschlossenes Wohngebiet um die Frauenfelderstraße 
und den ehemaligen Frauenfelderplatz abgibt und mit dem Hernalser Zählsprengel 032 ident ist,
leben 2.343 Bewohner (Stand 2001).